# Ruta 620 (Costa Rica)
La Ruta 620, oficialmente Ruta Nacional Terciaria 620, es una ruta nacional de Costa Rica ubicada en la provincia de Puntarenas.

## Descripción
En la provincia de Puntarenas, la ruta atraviesa el cantón de Monte Verde (el distrito de Monte Verde).